# Друкер, Даниэль
Даниэль Чарльз Друкер (3 июня 1918, Нью-Йорк, Нью-Йорк — 1 сентября 2001, Гейнсвилл, Флорида) — американский учёный-механик и инженер.

## Биография
Изучал гражданское строительство в Колумбийском университете, который окончил в 1940 году, получив докторскую степень. Во время учёбы испытал сильное влияние Рэймонда Миндлина — впоследствии крупного учёного-механика.
До 1943 года преподавал в Корнеллском университете. Во время Второй мировой войны служил в ВВС США.
С 1947 года работал в университете Брауна, где под руководством профессора Уильяма Прагера выполнил свои фундаментальные работы по теории пластичности. С 1968 года занимал пост декана инженерного факультета в университете Иллинойса. С 1984 года — профессор в Университете Флориды, где вышел в 1994 году на пенсию.
Занимал ряд видных постов: в 1981/2 году — президент Американской академии механики (AAM), кроме того — президент Международного союза теоретической и прикладной механики, Американского общества инженеров-механиков (ASME), Общества экспериментальной механики (SEM) и американского общества по инженерной педагогике (ASEE). В течение двенадцати лет был редактором Журнала прикладной механики.
Умер от лейкемии.

## Награды и звания
- медаль Кармана (1966)
- Медаль Эглестона (1977)
- медаль Тимошенко (1983)
- медаль Джона Фрица (1985)
- Национальная научная медаль США (1988)
- медаль ASME (1992)

Был избран членом Национальной академии наук и Американской академии искусств и наук, иностранным членом Польской академии наук.

## Анекдоты
После смерти Друкера его дочь Мади нашла среди его медалей «Медаль за получение большинства медалей» (англ. «Medal for Getting the Most Medals»).

## Память
В честь Друкера ASME учреждена медаль его имени.